# Arriate
Arriate és un poble de la província de Màlaga (Andalusia), que pertany a la comarca de la Serranía de Ronda. El seu nom prové de l'àrab Arriadh, "els vergers". El 1630 se segregà del municipi de Ronda.

## Història
Encara que la primera prova escrita de la Vila d'Arriate data de 1570 en el Cens de Felip II, existeixen proves de l'habitabilitat de la zona en temps remots. Es parla d'un poblat prehistòric que vivia en les Coves, grutes situades a un costat i a l'altre del riu Alcobacín, que revelen l'existència d'uns habitants primitius, per la seva disposició, superposades, excavades en les roques, que serien bona defensa dels seus habitants contra les feres. Actualment s'arriba fins a elles per uns graons fets a la roca. A l'interior no s'aprecien pintures rupestres, però és freqüent l'aparició de destrals de pedra i existeix un molí incrustat en les parets. El que va ser asil i refugi d'un poble manté la seva utilitat, perquè els moliners d'Arriate posen allí a assecar els blats després de rentar-los.
En l'etapa de la dominació àrab, va rebre el nom d'Arriadh. El nombre de pobladors en aquesta època hagué de ser molt petit i habitarien unes poques cases d'esbarjo o caserius amb les seves hortes. El fet històric més important del qual es té notícia, és la batalla de la Vall d'Arriate el 1407. Els musulmans van pretendre apoderar-se de la maquinària de Setenil. L'alcaide de Cañete la Real, va acudir en defensa d'aquella vila, deixant la seva pròpia fortalesa defensada pel seu fill. Quan van conèixer aquesta informació, els musulmans van atacar Cañete en el defensa dels quals va morir el fill de l'alcaide. Com a venjança, Hernando Arias va preparar una emboscada en les forestes d'Arriate on va derrotar els musulmans en la batalla esmentada.
El 1630 la Vila d'Arriate es va segregar del Terme Municipal de Ronda. En 1635 es reincorpora de nou a Ronda, però el 14 de febrer de 1661 mitjançant l'escriptura signada a Madrid davant l'escrivà de rei Felip IV, Gabriel Rodriguez de las Cuevas, quan Arriate aconsegueix de nou la seva independència pagant per això 352.739 morabatins.